# Kring Moraal en Filosofie

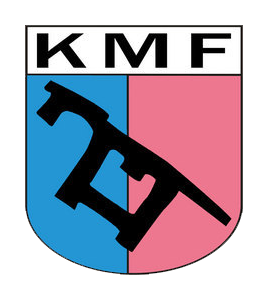
Schild van KMF

Kring Moraal en Filosofie (KMF) is de faculteitskring voor de opleidingen wijsbegeerte en moraalwetenschappen aan de faculteit Letteren en Wijsbegeerte aan de Universiteit Gent. De kring bestaat onder de koepel FaculteitenKonvent Gent.  
Hoewel verbonden aan de opleidingen wijsbegeerte en moraalwetenschappen is iedereen welkom op activiteiten van deze studentenkring. Deze studentenkring organiseert geen studentikoos doopritueel. 

## Geschiedenis
De kring werd gesticht gesticht op 19 november 1985 door Tom Claes. Dit was een samenvoeging van de voormalige twee facultaire kringen aan de Blandijn, Vlaamse Kring voor Moraal en Filosofische kring deze laatste onder Paul Willemarck. De kring ontvangt studenten en organiseert evenementen als lezingen, debatten, fuiven en café-avonden. Ook bemiddelt de kring het contact met filosofische, culturele en literaire activiteiten in Gent. Statutair staat de kring op haar politieke, religieuze en filosofische neutraliteit.
De kleuren van de kring zijn roze en lichtblauw, het symbool is de plattegrond van de Blandijn waar de kring resideert, daarnaast is hierin het vliegende paard Pegasus of een stokpaardje te herkennen, gelijkend op het principe van een Rorschachtest. 
De opleiding moraalwetenschappen is uniek in Vlaanderen, gebaseerd op de ideeën van Jaap Kruithof en Leo Apostel. Dit is een disciplinering in de moraalfilosofie waarbij een multidisciplinair en wetenschappelijk fundament voor de moraal werd gezocht.Kring Moraal en Filosofie blijft de fundamenten van deze discipline vanuit de instelling bevragen en houdt om deze reden dan ook activiteiten met ethisch en maatschappelijk engagement.
Hierop aansluitend heeft KMF zich altijd ingezet voor interdisciplinariteit en wijsgerig pluralisme, als achtergrond van een Gentse vrijzinnige en niet-gebonden instelling.

## Magazine
Meerdere keren per academiejaar publiceert de KMF een studentenmagazine, Van Stof Tot Nadenken (VSTN) waarbij studenten schrijven over actuele wijsgerige onderwerpen. De voorganger van het magazine was Dialoog, opgericht door enkele studenten vanaf 1985-1989. Oorspronkelijk als initiatief om scriptieonderwerpen aan te kondigen van studenten, studieverblijven van onderzoekers en wijsgerige opstellen. Na 1994 zijn er jaarlijkse uitgaven van Van Stof Tot Nadenken met boekbesprekingen, poëzie, kortverhalen, essays en dergelijke meer. Vanaf 2022 zijn de oude uitgaven digitaal beschikbaar op de website van bibliotheek UGent en raadpleegbaar voor betrokkenen aan de universiteit.

## Lezing en debat
Traditioneel organiseert de KMF jaarlijks meerdere activiteiten in het kader van verspreiden van filosofie. Zo was er een lezingenreeks van studenten over hun eigen wijsgerig onderzoek, "Anfang" genaamd.  De kring wil zich niet beperken tot activiteiten voor studenten allen, daarom zijn lezingen ook toegankelijk voor geïnteresseerde derden. Zo was er 5 mei 2021 een debat over toen recent overleden hoogleraar Etienne Vermeersch en diens visie op positivisme, door wetenschapsfilosofen Fons Dewulf en Maarten Boudry. In de geest van de vier filosofen Leo Apostel, Jaap Kruithof, Etienne Vermeersch en Rudolf Boehm wil KMF het maatschappelijk debat blijvend doen oplaaien.

## Trivia
- Auw La, de Gentse studentenvereniging voor poëzie- en taalfanaten, werd oorspronkelijk opgericht vanuit een evenement door Siebrand en Kring Moraal Filosofie in 2014. Vanaf 2015 is dit een op zichzelf staande vereniging aan de Faculteit Letteren en Wijsbegeerte.
- Hoewel KMF geen doop organiseert wordt er wel een jaarlijke cantus, getiteld de Immanuel Kantus - een zinspeling gebaseerd op de Duitse filosoof Immanuel Kant. Traditioneel gezien drinken de leden op deze cantus Cara Pils.